# 田岚
田岚（1957年—），土家族，中华人民共和国政治人物、第十一届全国政协委员。
担任十一届全国政协常务委员、湖南省湘西自治州政协副主席。2008年，当选第十一届全国政协常务委员，代表少数民族界，分入第五十组。